# 陈炳谦
陈炳谦（1893年—1958年），男，山西凤台人，中国军事人物、政治人物，曾任绥远省人民政府参事室首席参事，内蒙古自治区政协副主席。